# Totò et Cléopâtre
Pour plus de détails, voir Fiche technique et Distribution.
Totò et Cléopâtre (Totò e Cleopatra) est un péplum italien de Fernando Cerchio sorti en 1963.

## Synopsis
Marc Antoine a un demi-frère qui lui ressemble comme deux gouttes d'eau : Totonno. Le premier est amoureux de Cléopâtre tandis que le second est un marchand d'esclaves véreux qui remplace secrètement le chef dans les moments les plus délicats. Les apparitions successives du vrai et du faux Marc Antoine sèment le trouble : la reine d'Égypte ne sait plus quoi penser du comportement contradictoire de celui qu'elle croyait tenir à sa merci, tandis que le Sénat romain est aux prises avec de brusques changements d'intention. Puis la guerre éclate entre Rome et l'Égypte : Octave bat les Égyptiens sur le champ de bataille et, comme promis, donne sa propre sœur Octavie en mariage à Totonno, désormais sous les traits de Marc Antoine.

## Fiche technique
- Titre français : Totò et Cléopâtre[1]
- Titre italien : Totò e Cleopatra[2]
- Réalisation : Fernando Cerchio
- Scénario : Bruno Corbucci, Giovanni Grimaldi, Fernando Cerchio
- Photographie : Alvaro Mancori
- Montage : Antonietta Zita (it)
- Musique : Carlo Rustichelli
- Décors : Amedeo Mellone
- Costumes : Giancarlo Bartolini Salimbeni (it)
- Production : Nino Battiferri, Ottavio Scotti (it)
- Sociétés de production : Liber Film, Euro International Films
- Pays de production :  Italie
- Langue originale : italien
- Format : Couleurs par Eastmancolor - 2,35:1 - Son mono
- Durée : 100 minutes
- Genre : Péplum, comédie d'aventure
- Dates de sortie : 
  - Italie : 5 septembre 1963

## Distribution
- Totò : Totonno / Marc Antoine
- Magali Noël : Cléopâtre
- Franco Sportelli : Ahenobarbus
- Moira Orfei : Octavie
- Lia Zoppelli : Fulvie
- Gianni Agus : Octave
- Toni Ucci : sénateur Publius Nero
- Carlo Delle Piane : Césarion
- Mario Castellani : chirurgien
- Ignatius Leo : Apollodore
- Pietro Carloni : Lépide
- Adriana Facchetti : Publia
- Franco Ressel : le Sicilien
- Diego Michelotti : un général